# Waltershausen
Waltershausen település Németországban, azon belül Türingiában. Lakosainak száma 12 512 fő (2023. december 31.). Waltershausen Tabarz/Thür. Wald, Friedrichroda, Leinatal, Hörsel, Hörselberg-Hainich, Seebach, Ruhla, Bad Liebenstein és Brotterode-Trusetal községekkel határos.

## Fekvése
Gothától délnyugatra fekvő település.

## Története
Waltershausen két település egyesüléséből keletkezett. A régebbi település Tenneberg 1176-ban, a fiatalabb Waltershausen 1209-ben szerepelt először az oklevelekben.

## Népesség
A település népességének változása:
| Lakosok száma | 2755 | 14 963 | 12 272 | 11 998 | 11 532 | 11 185 | 10 754 | 10 287 | 13 024 | 12 512 |
|               | 1834 | 1950   | 1994   | 1997   | 2001   | 2005   | 2009   | 2012   | 2017   | 2023   |